# Geminální diol

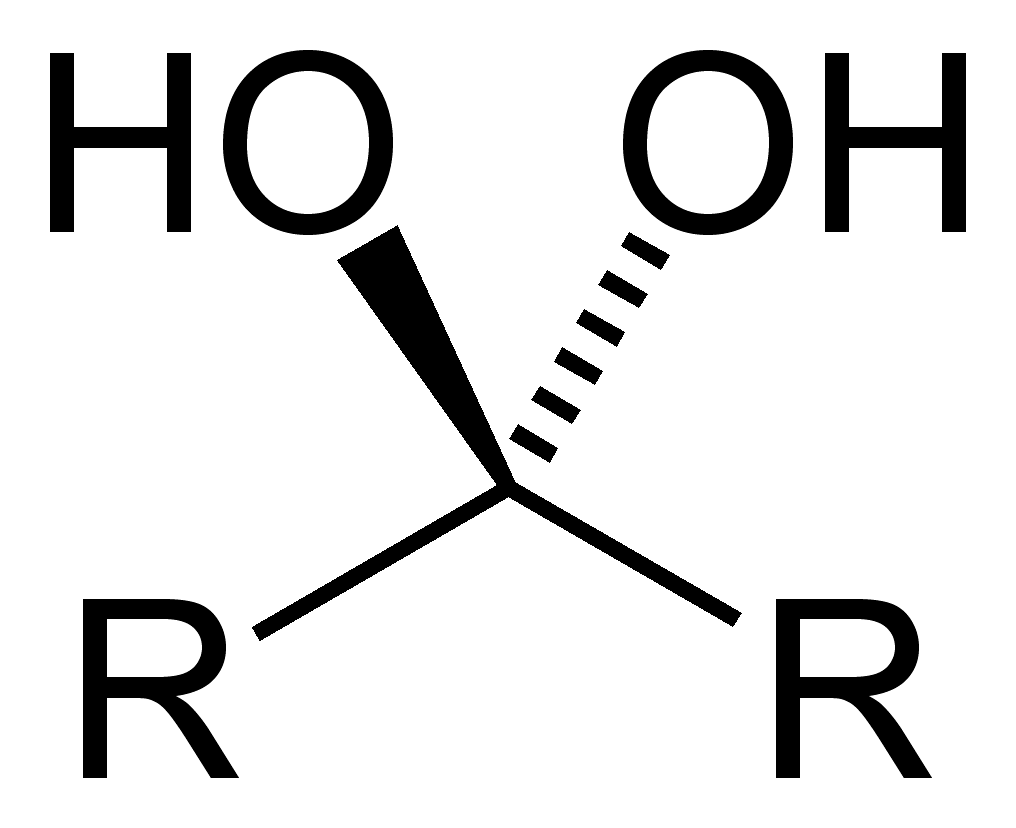
Obecný vzorec geminálního diolu; 'R' mohou být jakékoliv skupiny jiné než OH.

Geminální diol (zkráceně gem-diol) je organická sloučenina obsahující dvě hydroxylové funkční skupiny (-OH) navázané na stejný atom uhlíku. Jedná se o zvláštní druh diolů, tedy dvojsytných alkoholů. Většina těchto diolů se vyznačuje nestabilitou.
Nejjednodušší geminální diol je methandiol, CH2(OH)2. Dalšími příklady jsou:
- kyselina dihydroxymalonová (HOOC)2C(OH)2
- dekahydroxycyklopentan C(OH)10
- chloralhydrát (Cl3C)HC(OH)2

## Reakce

### Hydratační rovnováha
Geminální dioly lze považovat za hydráty ketonů nebo aldehydů. Hydroxylové skupiny geminálního diolu lze snadno přeměnit na karbonylovou skupinu C=O za odštěpení molekuly vody. Podobně mohou karbonylové sloučeniny reagovat s vodou za tvorby geminálních hydroxylů.
Rovnováha ve vodném roztoku může být posunuta oběma směry; například rovnovážná konstanta přeměny acetonu (CH3COCH3) na propan-2,2-diol (CH3C(OH)2CH3 je okolo 10−3, zatímco v případě formaldehydu (CH2=O) na methandiol (CH2(OH)2) činí přibližně 103.
U přeměny hexafluoracetonu (CF3COCF3) na příslušný diol (CF3C(OH)2CF3) má konstanta hodnotu okolo 106, protože trifluormethylové skupiny způsobují snížení elektronové hustoty. Obdobně je výhodná přeměna chloralu (Cl3C)HC=O na chloralhydrát v důsledku působení trichlormethylových skupin.
V některých případech, jako jsou dekahydroxycyklopentan a dodekahydroxycyklohexan, je příslušný geminální diol stabilní, zatímco odpovídající keton nikoliv.
Geminální dioly lze považovat za krajní příklady poloacetalů vzniklé reakcemi karbonylových sloučenin s vodou místo alkoholu.